# سيدريك كوشنر
سيدريك كوشنر (بالإنجليزية: Cedric Kushner)‏ هو مروج جنوب أفريقي، ولد في 18 يوليو 1948 في كيب تاون في جنوب أفريقيا، وتوفي في 29 يناير 2015 في نيويورك في الولايات المتحدة.